# Leinier Dominguez

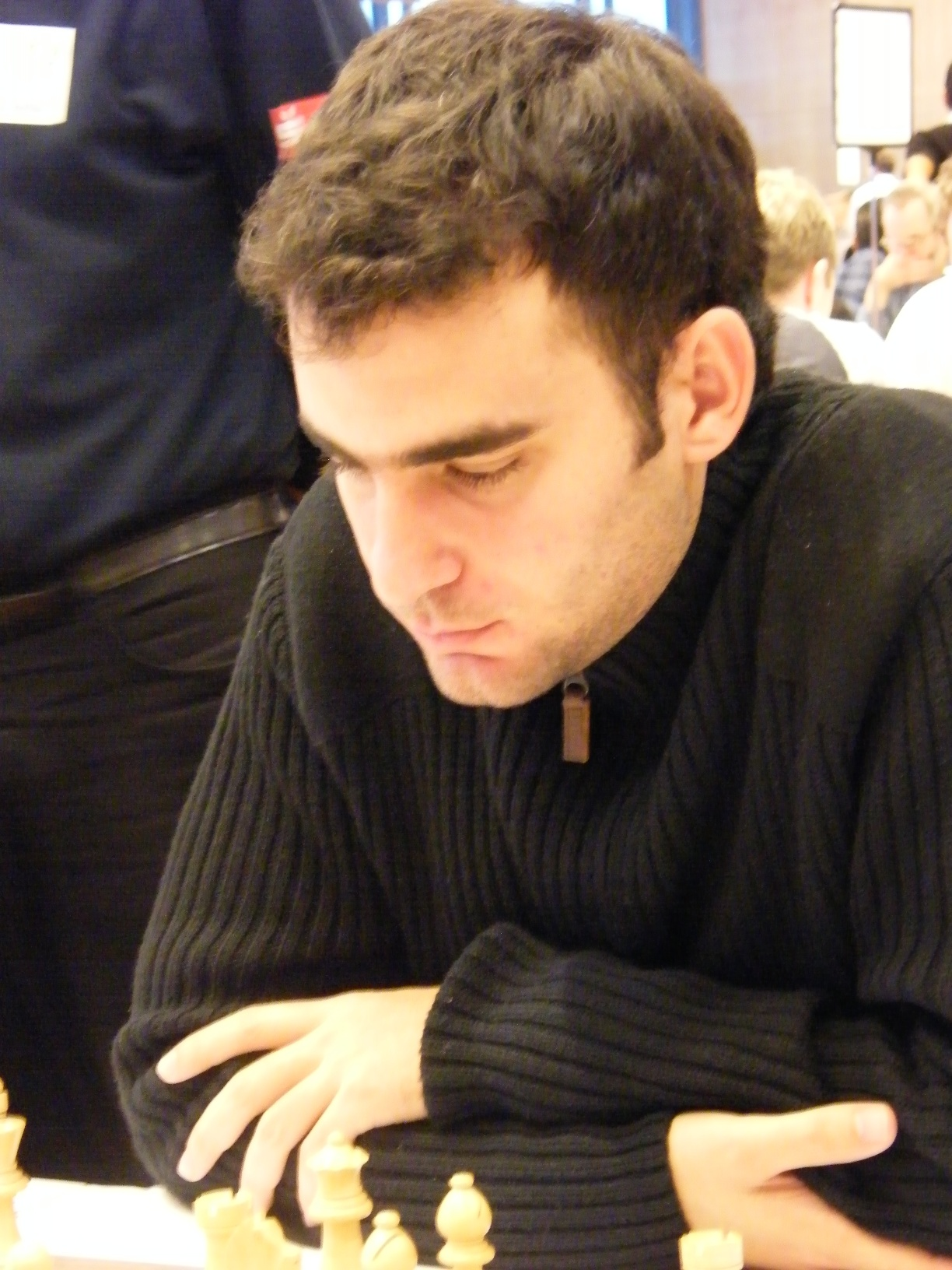
Leinier Dominguez (2008)

Leinier Dominguez (Havanna, 23 september 1983) is een Cubaans-Amerikaanse schaker. Vijf keer was hij schaakkampioen van Cuba (2002, 2003, 2006, 2012 en 2016), en in 2008 was hij wereldkampioen blitzschaak. In 2002 en 2004 speelde hij in het FIDE wereldkampioenschap, en in 2007, 2009, 2011, 2013 en 2015 in de FIDE Wereldbeker. 
Sinds december 2018 is hij speelgerechtigd voor de Verenigde Staten. Hij is sinds 2001 een grootmeester (GM).

## Resultaten
Als jeugdspeler boekte Domínguez diverse resultaten in nationale en internationale jeugdtoernooien. 
- In 1999 werd hij derde bij het kampioenschap van Cuba voor volwassenen.
- Ook in 1999 werd hij tweede bij het toernooi in Santa Clara en behaalde hij zijn eerste norm voor de grootmeestertitel.
- In 2000 werd hij tweede op het nationale kampioenschap en won het FIDE-zonetoernooi in Valencia.
- In hetzelfde jaar debuteerde hij met het nationale team in de Schaakolympiade in Istanboel (+5 =3 −2) en werd hij grootmeester.
- Domínguez won in 2001 het Carlos Torre Repetto Memorial in Mérida (Yucatán), Mexico.
- In 2002 werd hij voor het eerst kampioen van Cuba en werd, gedeeld met Lázaro Bruzón, eerste bij de North Sea Cup in de Deense stad Esbjerg.[2]
- In 2003 won hij het zonetoernooi in Guayaquil en kwalificeerde zich voor FIDE-WK 2004 in Tripolis. Na overwinningen op Vladislav Tkachiev en Aleksej Drejev bereikte hij daar de kwartfinale. Na taaie strijd tegen Teimour Radjabov moesten blitzpartijen de beslissing opleveren. Via een remise in de laatste blitzpartij werd Domínguez uitgeschakeld.[3]
- In 2004 won hij voor de eerste keer het Capablanca-Memorial in Havanna.[4]
- Op de Schaakolympiade 2004 in Calvià speelde hij met goed resultaat (+5 =5 −1) aan het eerste bord van het Cubaanse team.
- Het Cubaanse kampioenschap werd in 2005 gehouden volgens het K.O.-systeem. Leinier Dominguez werd tweede na de finale te hebben verloren van Lázaro Bruzón. Een jaar later nam hij revanche en versloeg Bruzón in de finale met 4.5 − 3.5, waarmee hij kampioen van Cuba werd.
- In augustus 2005 werd in Buenos Aires het Kampioenschap Amerikaans Continent met 8.5 uit 11 door Lazaro Bruzon gewonnen. Leinier Dominguez eindigde met 7.5 punten op een gedeelde derde plaats. Er waren 152 deelnemers.
- In oktober 2006 won hij met 8 pt. uit 9 partijen het Magistral Ciutat de Barcelona toernooi in Barcelona, voor Vasyl Ivantsjoek, met als performance rating 2932.[5]
- In mei 2008 won hij het 43e Capablanca-Memorial in Havanna.[6] Hij won dit toernooi ook in 2009.
- In juli 2008 werd hij gedeeld eerste met Jevgeny Aleksejev op het Schaakfestival van Biel, voor Magnus Carlsen. Na verliezen van de playoff eindigde hij als tweede.[7]
- Op 8 november 2008 won Domínguez het wereldkampioenschap blitzschaak in Almaty (Kazachstan) met 11½ pt. uit 15, voor o.a. Vasyl Ivantsjoek, Peter Svidler, Aleksandr Grisjtsjoek.[8]
- In juni 2013 won hij, ongedeeld, in Thessaloniki het vierde FIDE Grand Prix toernooi met 8 pt. uit 11 partijen (+6 =4 −1).[9] Onder de overige deelnemers waren Fabiano Caruana, Veselin Topalov en Alexander Grischuk.[10]
- In 2016 werd hij gedeeld 2e−4e met Vladimir Kramnik en Fabiano Caruana op het Dortmund Sparkassen schaaktoernooi.[11]
- In 2016 won hij bij de 42e Schaakolympiade in Bakoe een individuele zilveren medaille, spelend aan bord 1 van het Cubaanse team.[12]
- In 2019 won Domínguez de Dortmunder Schachtage met 4½ pt. uit 7 partijen.

Domínguez kwalificeerde zich vijf keer voor de Wereldbeker Schaken: in 2007, 2009, 2011, 2013 en 2015. Het meeste succes had hij in 2011: hij bereikte de achtste finale, maar werd daarin uitgeschakeld door Judit Polgár.

## Nationale teams
Domínguez nam met het Cubaanse team van 2000 tot 2016 deel aan alle Schaakolympiades, en ontving bij de Schaakolympiade 2016 een zilveren medaille voor zijn resultaat 7.5 uit 10 aan het eerste bord.
Domínguez nam in 2001, 2005 en 2015 deel aan het Wereldkampioenschap voor landenteams en kreeg daarbij in 2015 een bronzen medaille voor zijn individuele prestatie aan het eerste bord.
Met het Cubaanse team won hij in 2000 en 2003 het Panamerikaans kampioenschap voor landenteams en eindigde in 2009 en 2013 als tweede; individueel had hij in 2000 de beste prestatie aan het reservebord en in 2013 de beste prestatie aan het eerste bord.

## Verenigingen
In Russische competitie voor verenigingen speelt Domínguez sinds 2012 voor de Schaakfederatie Sint-Petersburg, waarmee hij in 2013 en 2016 kampioen van Rusland werd. Met deze vereniging nam hij van 2012 tot 2016 deel aan de European Club Cup, hierbij werd hij in 2012 en 2016 met het team tweede, in 2015 derde, en individueel in 2015 derde voor zijn resultaat aan het tweede bord.
In de Spaanse competitie speelde Domínguez in 2002 voor de kampioen CA Tiendas UPI Mancha Real, in 2008 voor SCC Sabadell en van 2011 tot 2013 en opnieuw sinds 2015 voor Sestao XT,  waarmee hij in 2012, 2013 en 2016 kampioen werd.

## Partij
De partij waarin Domínguez in 2009 won van Aleksandr Morozevitsj op het Corus-schaaktoernooi in Wijk aan Zee werd gekozen als de beste partij uit deel 105 van de Schachinformator en kreeg ook de prijs voor het beste openingsnieuwtje.
Domínguez – Morozevitsj
Wijk aan Zee, 22 januari 2009
Siciliaanse verdediging (Najdorfvariant), B90
1.e4 c5 2.Pf3 d6 3.d4 cxd4 4.Pxd4 Pf6 5.Pc3 a6 6.Le3 e5 7.Pb3 Le6 8.Dd2 Pbd7 9.f3 b5 10.0–0–0 Tc8 11.g4 Pb6 12.g5 b4 13.Pa4! (Dit was een nieuwtje.) Pxe4 14.fxe4 Pxa4 15.Dxb4 Dc7 16.Td2 Ld7 17.Da5 Dc6 18.Lxa6 Tb8 19.Td5 Le7 20.La7 Ta8 21.Lb5 Db7 22.Dxa4 Txa7 23.Pa5 Dc7 24.Thd1 Lxb5 25.Dxb5+ Kf8 26.Kb1 g6 27.Pc4 Tb7 28.Da4 Db8 29.b3 Ta7 30.Dc6 Tc7 31.Tb5 Da7 32.Dd5 Df2 33.Dd2 Df3 34.Pxd6 Lxg5 35.Pf5 Tc8 36.Tb8 (1–0) Schaakmat volgt.